# HMS King George V (1911)

El primero de los dos HMS King George V fue un acorazado británico de la clase King George V tipo dreadnought de la Royal Navy de 1911.

## Construcción y diseño
Su quilla fue puesta el 16 de enero de 1911 en los astilleros de la HMNB Portsmouth, siendo botado el 9 de octubre de 1911, para ser finalizado durante 1912.
Con un desplazamiento de 23 400 toneladas y un armamento principal compuesto por diez cañones de 343 mm (13,5”) montados sobre cinco torres dobles situadas sobre la línea de crujía y una batería secundaria de dieciséis cañones de 10 mm (4”) con una tripulación de 870 hombres, que se vio incrementada substancialmente en 1916 hasta los 1110.

## Historial
Al inicio de la contienda, el King George V formaba parte de la segunda escuadra de combate de la Gran Flota británica. El 27 de octubre de 1914, la segunda escuadra de combate, compuesta de los 'super-dreadnoughts' HMS King George V, HMS Ajax, HMS Centurion, HMS Audacious, HMS Monarch, HMS Thunderer y HMS Orion, abandonaron Lough Swilly para realizar unos ejercicios de tiro, en el transcurso de los cuales, resultó hundido el Audacious al chocar con una mina al norte de la costa de Donegal, al norte de Irlanda.
Tomó parte en la Batalla de Jutlandia, en la que lideró a la primera división de la segunda escuadra de combate. Sus gemelos, fueron los buques HMS Centurion, HMS Audacious y HMS Ajax; tres de ellos sobrevivieron a la Primera Guerra Mundial, al perderse el HMS Audacious por las causas reseñadas
El King George V fue dado de baja en 1919, y usado como buque de entrenamiento para cadetes entre 1923 y 1926. Fue vendido para desguace en diciembre de 1926.